# Ante Pavelić (1869–1938)

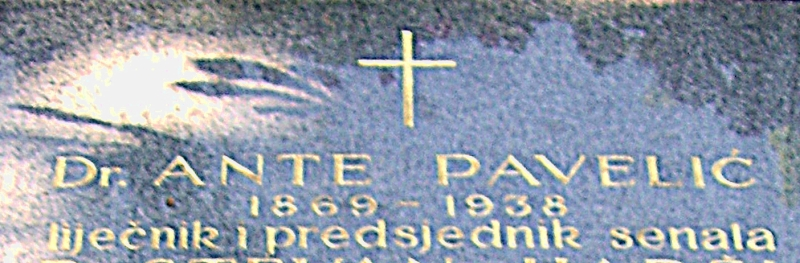
Grób Ante Pavelicia na cmentarzu Mirogoj.

Ante Pavelić wymowaⓘ(ur. 19 maja 1869 w Gospiciu, zm. 11 lutego 1938 w Zagrzebiu) – dentysta i polityk chorwacki, jeden z twórców Królestwa Jugosławii.
Doktor medycyny od 1896 r. (Wiedeń), podjął praktykę stomatologiczną w Zagrzebiu.
Członek chorwackiego parlamentu (Saboru) od 1906 r. W 1918 został wiceprezesem Rady Narodowej Słoweńców, Chorwatów i Serbów (Narodno vijeće), która następnie stała się w praktyce rządem Państwa Słoweńców, Chorwatów i Serbów. Jako delegat Rady brał udział w rozmowach na temat zjednoczenia Państwa SHS z Królestwem Serbii, które w listopadzie 1918 r. połączyło się z Królestwem Czarnogóry i zamieszkanymi przez Serbów terenami Wojwodiny. 1 grudnia 1918 r. Pavelić ogłosił akt zjednoczenia się Państwa SHS z Serbią i utworzenia Królestwa Serbów, Chorwatów i Słoweńców.